# Университетская больница Эребру
Университе́тская больни́ца Эребру́ (швед. Universitetssjukhuset Örebro, сокр. USÖ)— медицинское учреждение в городе Эребру, Швеция, имеющее статус университетской больницы. Является одной из трёх больниц в округе Эребру (другие — больница Карлскуга и больница Линдесберг).
С весеннего семестра 2011 года Университет Эребру проводит медицинские семинары в сотрудничестве с USÖ.
В 2021 комплекс больницы был перестроен и дополнен новым зданием для оказания высокоспециализированной помощи (швед. «H-huset»), парковкой, расширенным пунктом приема медицинских товаров и увеличенной территорией кампуса.

## Исследования
Клинические исследования являются неотъемлемой частью работы больницы. В больнице работают 20 профессоров, 50 доцентов и 100 докторов наук. В сотрудничестве с Университетом Эребру проводится обучение медсестёр, специалистов по трудотерапии и биомедицинских аналитиков. С весеннего семестра 2011 года студенты-медики Эребрусского университета проходят значительную часть своего обучения в больнице. До этого учреждение принимало студентов-медиков из университета Линчёпинга .
С 1979 года в больнице действует собственная научно-исследовательская организация, которая координирует и поддерживает исследования.